# Freiheitshalle
Die Freiheitshalle in Hof ist die größte multifunktionale Veranstaltungshalle im östlichen Nordbayern. Sie ist in drei Bereiche unterteilt: Großes Haus, Festsaal und Konferenzbereich.
Die Freiheitshalle wird von der Stadt Hof betrieben und ist innerhalb der Verwaltung dem Fachbereich Kultur zugeordnet.

## Lage
Die Freiheitshalle steht im Stadtteil Neuhof, Ernst-Reuter-Straße/Kulmbacher Straße.
An die Freiheitshalle grenzt der Volksfestplatz, eine Freifläche, die als Festplatz und Messegelände genutzt wird. Direkt neben der Halle befindet sich das privat geführte Hotel Central, gegenüber das Theater Hof und in der Nähe der Bahnhof Hof-Neuhof, ein Halt an der Bahnstrecke Hof–Bad Steben.

## Nutzung

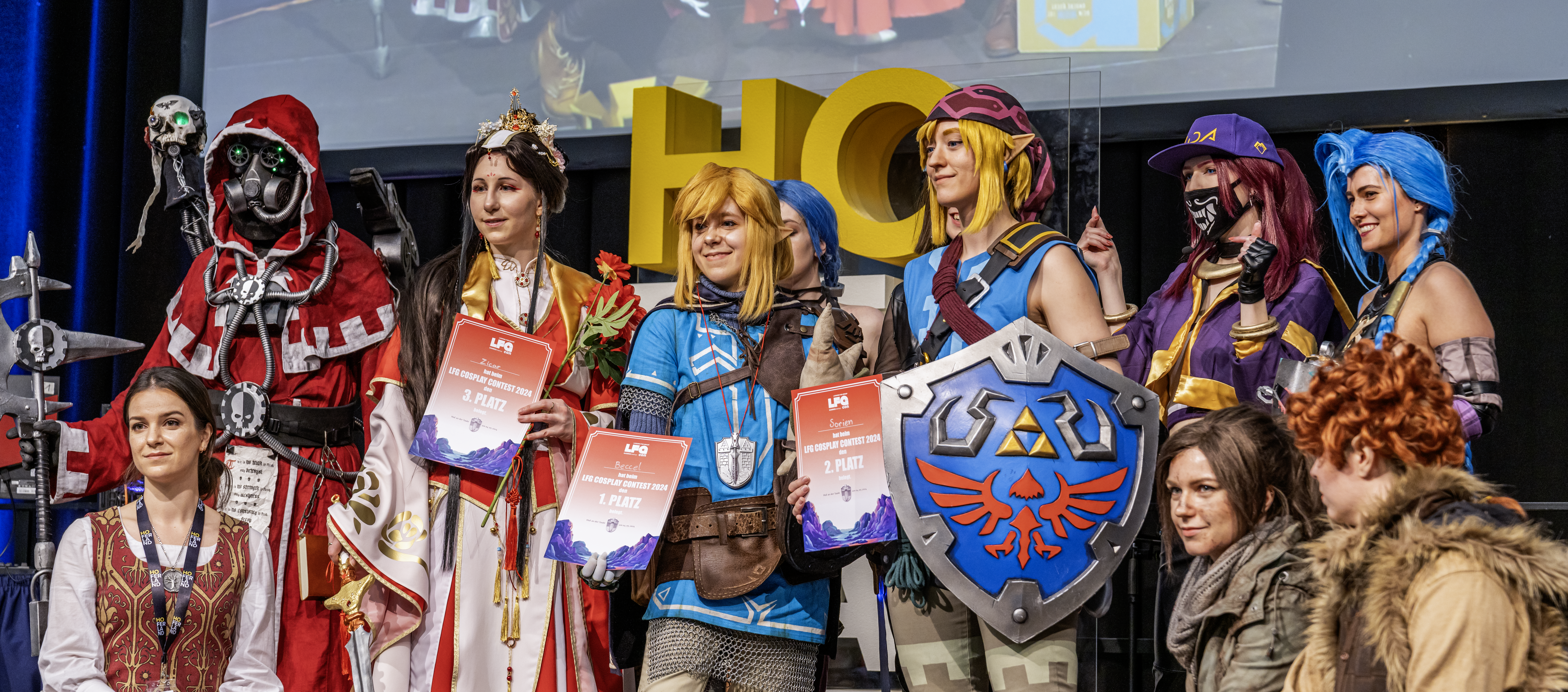
Ein Cosplay-Wettbewerb war Teil der Gaming-Messe in der Freiheitshalle

Das Große Haus der zweiten Freiheitshalle war regelmäßig Veranstaltungsort für große TV-Produktionen wie die Feste der Volksmusik mit Florian Silbereisen, Willkommen bei Carmen Nebel, Einer wird gewinnen mit Hans-Joachim Kulenkampff und auch großer Pop- und Rockkonzerte wie u. a. den Auftritt von Status Quo. Wetten, dass..? wurde zum ersten Mal am 26. September 1987 von Thomas Gottschalk in der Hofer Freiheitshalle moderiert. Während des Hofer Volksfestes diente das Große Haus als „Festzelt“. Es bot bis zu 4500 Besuchern Platz (unbestuhlt), bei Reihenbestuhlung 2500–2800 Plätze. Das neue Große Haus bietet Platz für bis zu 6100 Besucher in der unbestuhlten Variante und ca. 3400 Plätze bei Reihenbestuhlung. Die Freifläche beträgt insgesamt 2429 m², in der verkleinerten Version 1824 m². 2024 fand in der Freiheitshalle mit der LFG-Con die erste Messe für Computer- und Videospiele in Oberfranken statt. Der Fokus lag hierbei auf Virtual Reality, Retro-Gaming, Cosplaying und E-Sports.
Der Festsaal fasst rund 800 Sitzplätze und wird für Festveranstaltungen, Kongresse und Tagungen sowie für Konzerte und Kulturveranstaltungen genutzt. Er wurde 1994 nach einer Generalsanierung neu gestaltet. Im Rahmen der Generalsanierung von 2009 bis 2012 wurde er den heutigen technischen Anforderungen angepasst, seine Gestalt aber beibehalten. Er ist der Konzertsaal der Hofer Symphoniker.
Der Konferenzbereich besteht aus der Sky-Lobby und drei Tagungsräumen mit Platz für bis zu 300 Personen im größten Raum (bei Reihenbestuhlung).

## Geschichte
Die erste Festhalle am Hofer Volksfestplatz wurde im Jahre 1935 eingeweiht. Entsprechend den damaligen Machtverhältnissen in Deutschland erhielt sie den Namen Adolf-Hitler-Halle. Nach dem Zweiten Weltkrieg wurde die Halle zur Erinnerung an die Befreiung von der nationalsozialistischen Diktatur umbenannt.
Nachdem das Gebäude baufällig war, wurde die zweite Hofer Freiheitshalle nach dreijähriger Bauzeit 1974 fertiggestellt. Das Große Haus war ursprünglich als Sporthalle konzipiert. Bis 1999 besuchten rund sieben Millionen Zuschauer die rund 6000 Veranstaltungen in der Freiheitshalle.

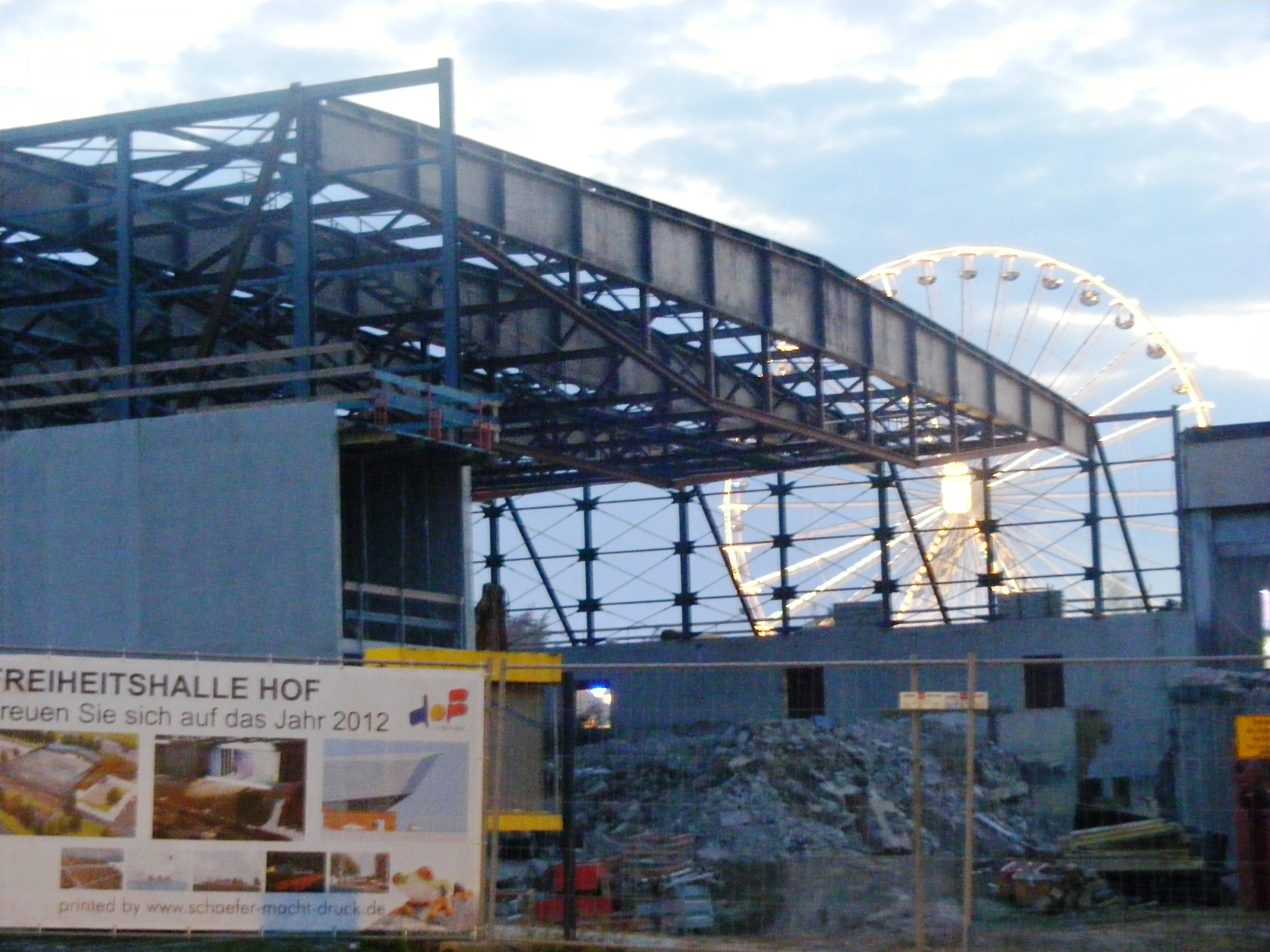
Die zum Teil abgerissene alte Freiheitshalle (2010)

Von Mai 2009 bis September 2012 war die Halle auf Grund einer Generalsanierung inkl. Teilneubau geschlossen. Die Wiedereröffnung fand im Rahmen der Oberfranken-Ausstellung am 29. September 2012 statt.
In der Night of Light am 22. Juni 2020 erstrahlte auch die Freiheitshalle in rotem Licht.

## KUNSTpassageHOF
Die KUNSTpassageHOF ist eine Kunstgalerie zwischen der Ostseite der Freiheitshalle und dem Hotel Central. In der Galerie finden Ausstellungen verschiedener, auch internationaler Künstler mit Ausstellungseröffnungen statt. Die Ausstellungen wechseln regelmäßig.

## Galerie

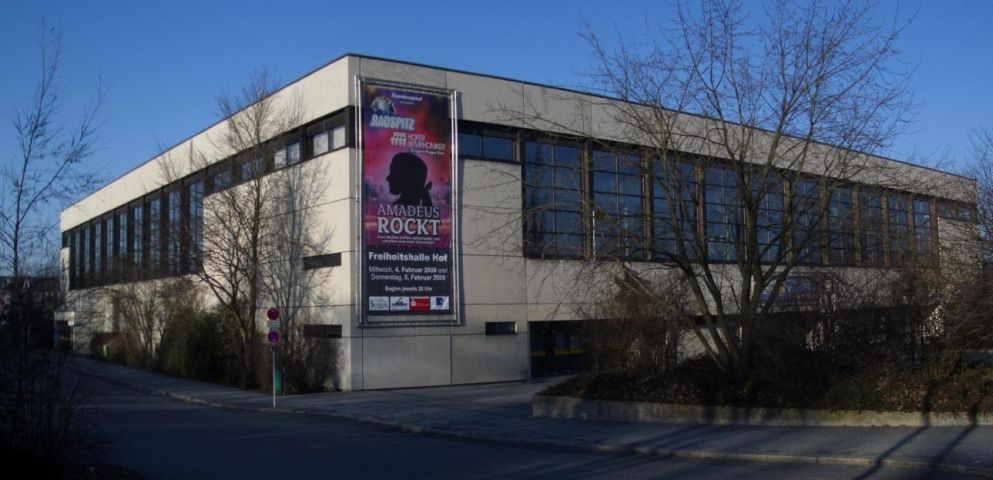
Das Große Haus der Freiheitshalle 1974–2009
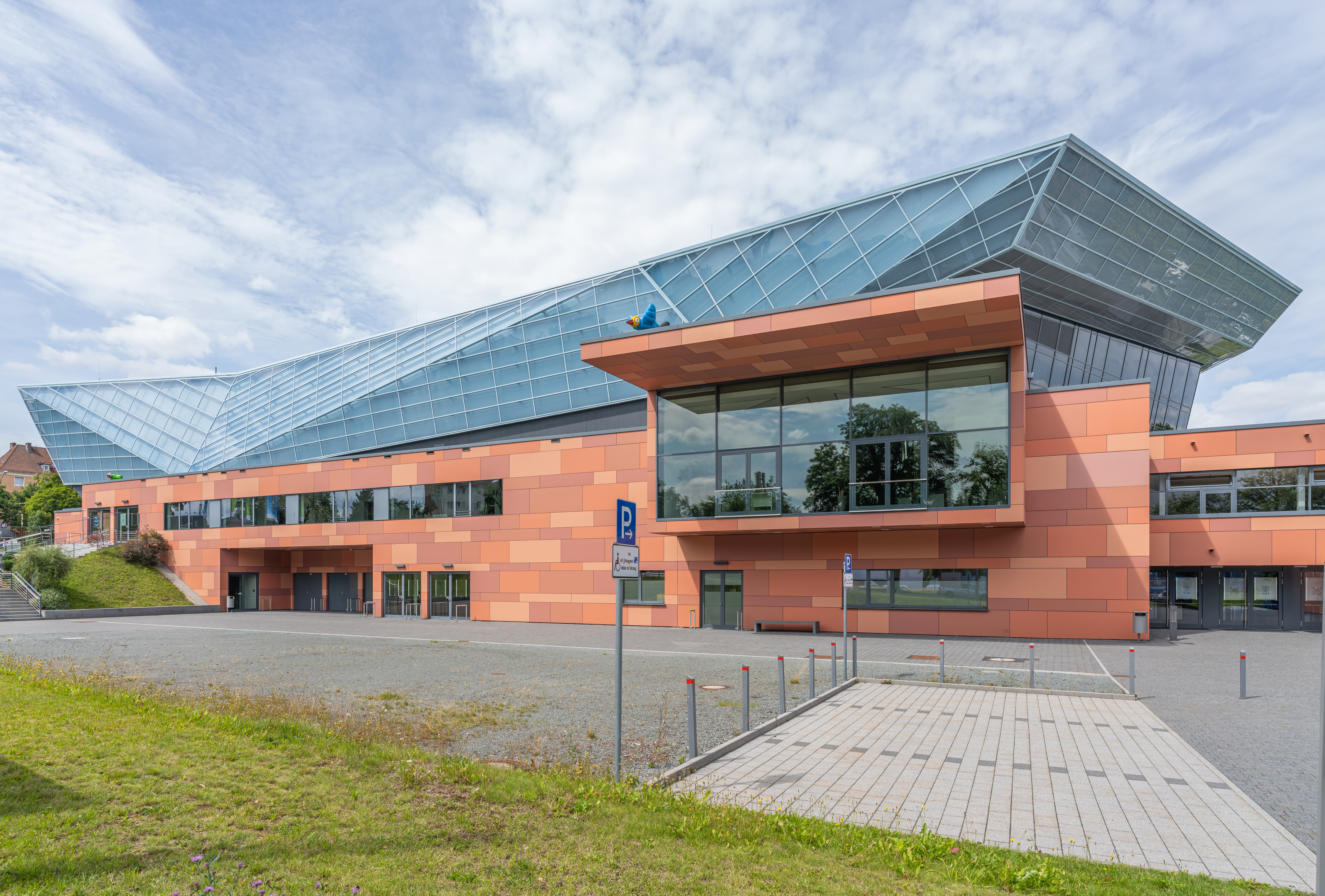
Freiheitshalle 2021
Freiheitstrompeter
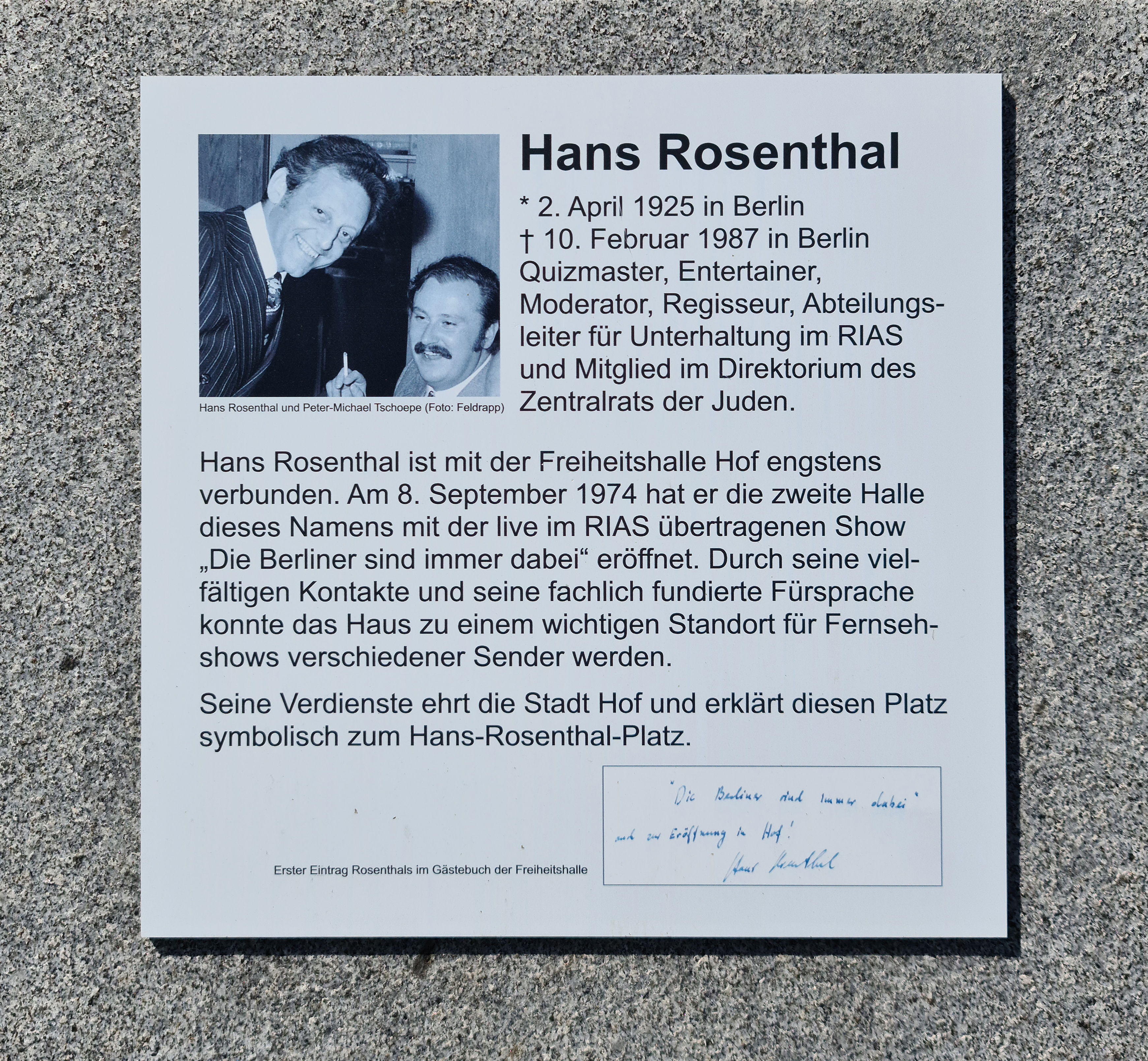
Infotafel zu Hans Rosenthal
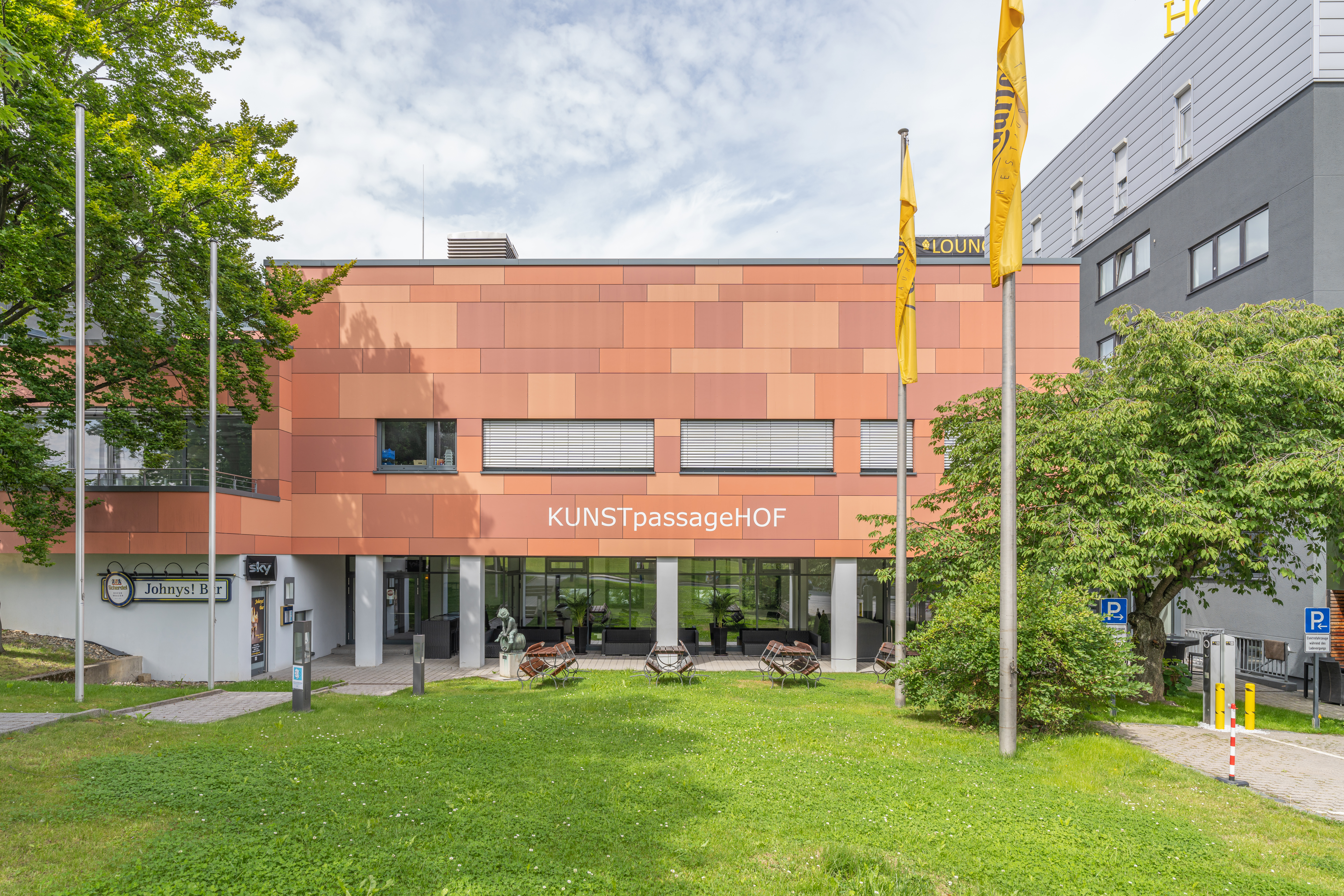
KUNSTpassageHOF